# 髙橋ツトム
髙橋 ツトム（たかはし ツトム、男性、1965年9月20日 - ）は、日本の漫画家。東京都出身。既婚。
1989年、『モーニング』（講談社）に掲載された『地雷震』の読み切りでデビュー。『月刊アフタヌーン』（同）、『週刊ヤングジャンプ』（集英社）などで活動。代表作に『地雷震』『スカイハイ』『爆音列島』『SIDOOH/士道』など。

## 来歴
学生時代はパンクバンドを組んで音楽、並行して暴走族「ZERO」、それぞれで活動し、高校を1学年で中退する。一時は就職するも、交際する女性に振られてバンド活動を再開するとメンバーと意向が一致せず、「ひとりでできるものは何か」と考え、小学生の時に『ドカベン』の岩鬼正美を模写して他人から褒められたことを思い出して漫画を描き始める。漫画は8年ほど読んでいなかった。
講談社『モーニング』に掲載されていたかわぐちかいじ『アクター』に感銘をうけ、初めて描いた作品『GOTAVOICE』（アフタヌーン四季賞CHRONICLE掲載）を講談社に持ち込む。自信がある作品だが編集者から酷評を受けて「捨ててください」と原稿を置き去るも、1987年にアフタヌーン四季賞で準入選し、担当編集者の口添えでかわぐちのアシスタントとなる。1989年に読み切り『地雷震』が『モーニング』に掲載されて漫画家として活動を始める。『地雷震』は1992年から『月刊アフタヌーン』で8年間連載する。
2000年に連載を始めた『鉄腕ガール』を経て、2001年から『週刊ヤングジャンプ』で『スカイハイ』シリーズの連載を始めると、北村龍平監督、釈由美子主演でテレビドラマと映画が製作された。ほかに中編『ALIVE』、短編『69』は『LOVEDEATH』として、北村龍平が実写映画を製作した。原作を基にした映画は好まないが、北村と意気投合して映像化を承諾した。2004年に高橋自身がオリジナル映画『苺の破片』を中原俊と共同で監督した。
ギャグ漫画家のおおひなたごうと親交があり、バンドを組んで活動するほか、1998年に高橋が原作を書きおおひなたが作画した、読み切り『天使のわけまえ』を『COMIC CUE』（イーストプレス）に掲載した。

## 作風
- 『残響』の連載時からアシスタントを一切使用しない制作システムを取っている[2]。
- 筆記具には筆ペン（太い線やベタ）とボールペン（細い線や効果）を使用。
- 作業時間短縮のためにデジタルを使用（元原稿と効果用レイヤーをデジタル化、加工を施した後、それらを重ねて紙に出力する）。
- 下書きも仕上げも速い。カスレや飛び散りなどのライブ感、偶然性を大事にしている。

## 作品リスト

### 漫画作品
- 地雷震（1992年 - 2000年、アフタヌーンKC全19巻／講談社漫画文庫全10巻／アフタヌーンコミックス新装版全10巻）
  - 地雷震 Diablo（2008年 - 2011年、アフタヌーンKC全3巻）※『地雷震』の続編
- ALIVE （1999年、ヤングジャンプコミックス全1巻）
- 鉄腕ガール （2000年 - 2002年、モーニングKC全9巻／講談社漫画文庫全5巻）
- スカイハイ（2001年 - 2002年、ヤングジャンプコミックス全2巻）
  - スカイハイ･カルマ（2003年、ヤングジャンプコミックス全2巻）
  - スカイハイ･新章（2003年 - 2004年、ヤングジャンプコミックス全4巻）
  - スカイハイ4(フォア)（2005年 - 2010年、ヤングジャンプコミックス全1巻）
  - スカイハイ・ヘヴン（2011年、『スーパージャンプ』に前後編掲載、2021年、『グランドジャンプ』22号[3]）
  - 天間荘の三姉妹-スカイハイ-（2013年 - 2014年、ヤングジャンプコミックス全4巻）
- Blue Heaven （2002年 - 2003年、ヤングジャンプコミックス全3巻）※短編『69』収録
- 爆音列島（2002年 - 2012年、アフタヌーンKC全18巻）
- SIDOOH/士道（2005年 - 2010年、ヤングジャンプコミックス全25巻）
  - 士道 サンライズ（2011年、ヤングジャンプコミックス全1巻）
- ヒトヒトリフタリ（2011年 - 2013年、ヤングジャンプコミックス全8巻）
- 二次元JUMPIN'（2014年 - 2015年、ヤングジャンプコミックス全3巻）
- 残響（2015年 - 2016年、ビッグコミックススペシャル全3巻）
- BLACK-BOX（2015年 - 2019年、アフタヌーンKC全6巻）
- ムヨン -影無し-（2008年 - 、原作担当、漫画：金正賢、ケータイ★まんが王国連載中、GAコミックス既刊5巻）
- 『週刊新マンガ日本史』37号 高杉晋作（朝日新聞出版）
- 四季彩 高橋ツトム短編集（モーニングKC全1巻）
- NeuN（2017年 - 2020年、ヤングマガジンコミックス全6巻）
- ヨリシロシ（2015年 - 、『ヤングマガジンサード』休載中）
- JUMBO MAX ジャンボマックス（2020年 - 、ビッグコミックス、『ビッグコミック』、既刊13巻）
- ギターショップ・ロージー（2018年、『ビッグコミック』（読み切り）、2020年 - 、『ビッグコミック増刊号』、既刊3巻）
- オーパス6（2024年、原作：嶋田うれ葉、『グランドジャンプ』2025年1号[4]） - 読み切り

### イラスト
- 高橋ツトム画集『K』（講談社）、高橋ツトム画集『S』（集英社） - 漫画家生活20周年の画集。講談社と集英社のコラボで同時発売された。
- D.O.A 地雷震（新田隆男著、講談社ノベルス）
- 多重人格探偵サイコ―西園伸二の憂鬱（大塚英志著、講談社ノベルス）
- 多重人格探偵サイコ―雨宮一彦の帰還（大塚英志著、講談社ノベルス）
- 多重人格探偵サイコ―小林洋介の最後の事件（大塚英志著、講談社ノベルス）
- 修羅々（梶研吾著、講談社X文庫）
- トリガー（板倉俊之著　リトルモア）
- 戦神-いくさがみ-（PS2用ソフト）キャラクターデザイン
- GALNERYUS『ULTIMATE SACRIFICE』アルバムジャケットデザイン

## メディア出演
- 浦沢直樹の漫勉 （2016年9月29日、NHK Eテレ） - 『残響』の製作過程を収録した画像を見ながら浦沢と対談した。（その後、浦沢は『JUMBO MAX』1巻の帯に登場した）
- 国民10万人がガチ投票！戦国武将総選挙 （2019年12月28日、テレビ朝日）
- 伊集院光とらじおと （2020年12月1日、TBSラジオ） - ゲストコーナーで約30分話した。『JUMBO MAX』の主人公の風貌が伊集院に似ている、かつて伊集院が関わった架空アイドル「芳賀ゆい」のムーブメントを『地雷震』の話作りのヒントにした、など。（その後、伊集院は『JUMBO MAX』2巻の帯に写真入りで登場した）
- 川島・山内のマンガ沼 （2021年8月13日、2021年8月20日、日本テレビ）- その後、マンガ沼は『JUMBO MAX』3巻の帯の惹句に登場した。

## 関連人物

### 師匠
- かわぐちかいじ

### アシスタント
- 佐藤秀峰
- 宮野ともちか
- 弐瓶勉
- 真鍋昌平